# تارنوفسكي غوري
تارنوفسكي غوري هي بلدة تقع في منطقة سيليزيا جنوب بولندا.